# IG Field
L'IG Field è uno stadio polifunzionale situato a Winnipeg, in Canada. L'impianto ospita le partite casalinghe della squadra di football canadese dei Winnipeg Blue Bombers e di quella di calcio del Valour FC, inoltre ha ospitato alcune gare dei mondiali femminili di calcio disputati in Canada nel 2015.
L'impianto è di proprietà della BBB Stadium Inc., una società consortile formata dalla città di Winnipeg, dalla provincia del Manitoba, dai Winnipeg Blue Bombers e dall'Università del Manitoba.

## Storia
Nel 2007 due diversi gruppi imprenditoriali, uno guidato dalla catena alberghiera Canad Inns e uno guidato dal costruttore David Asper, fecero due distinte proposte per la costruzione di un nuovo stadio per il football a Winnipeg. Nello stesso momento infatti i Blue Bombers, la locale squadra della Canadian Football League, stavano valutando la ristrutturazione del proprio impianto. La svolta si ebbe nell'aprile del 2009, quando Asper firmò un accordo con l'Università del Manitoba: il costruttore avrebbe investito 100 milioni di dollari canadesi in un progetto di sviluppo del campus da 137 milioni, di cui 115 destinati al nuovo stadio. In campio Asper avrebbe mantenuto la proprietà dell'impianto sportivo.
I lavori partirono il 20 maggio 2010, e ben presto si palesarono le prime difficoltà con aumenti dei costi e ritardi sulla tabella di marcia dei lavori. Il 13 dicembre 2010 i vari soggetti pubblici coinvolti riacquistarono le quote di Asper, portando alla nascita del consorzio che attualmente gestisce lo stadio e a una nuova previsione di costo di 190 milioni. I lavori terminarono nel 2013, con un anno di ritardo sulle previsioni e un costo finale di 210 milioni.
L'inaugurazione avvenne il 26 maggio 2013 con un raduno religioso, mentre il 27 giugno dello stesso anno venne giocata la prima partita dei Blue Bombers. In base a un accordo di sponsorizzazione con una società finanziaria locale, lo stadio ha preso il nome di "Investors Group Field", semplificato in IG Field a partire dal 2019.
A partire dalla stagione 2019 lo stadio è utilizzato anche dalla società di calcio del Valour FC, iscritta alla Canadian Premier League.

## Caratteristiche
Lo stadio è composto da un primo anello continuo di tribune che circonda il campo, in più sui due lati lunghi è presente un secondo anello di tribune, per un totale di 33.234 posti a sedere. Sempre i lati lunghi dispongono anche di una copertura totale degli spalti, grazie a due caratteristici tetti gemelli ad arco. Sui lati corti si trovano invece due megaschermi.